# Bolsa de estudo
Uma bolsa de estudo é uma prestação pecuniária atribuída a um estudante por uma entidade pública ou privada para coparticipação nos encargos relativos à frequência de um curso ou ao desenvolvimento de um trabalho de pesquisa.
A bolsa de estudo visa a contribuir para custear, entre outras, as despesas de alojamento, transporte, material escolar e propinas (taxas universitárias).
A bolsa de estudo pode ser conferida com base em diversos critérios, como:
- De natureza econômica, restritas a estudantes com baixa renda familiar
- De natureza acadêmica ou de mérito, concedidas a estudantes com elevado rendimento escolar
- Por notoriedade nas artes e esportes, concedidas a estudantes que atingiram grandes resultados artísticos ou esportivos.

## Bolsas de estudos no Brasil

### Bolsas Governamentais
O Governo Brasileiro possui diversos programas de bolsa, sobretudo no ensino superior:

### Prouni
O Programa Universidade para Todos é voltado para a graduação e oferece bolsas de 50% e 100% para graduação, destinada a alunos carentes em universidade particulares. Assim como o Sisu, a seleção do Prouni utiliza as notas obtidas pelo aluno no ENEM e acontece duas vezes por ano, sendo composta por duas fases: processo regular e processo de ocupação das bolsas remanescentes.
As bolsas remanescentes visam ocupar vagas não preenchidas durante o processo regular. Para participar, é necessário fazer parte dos perfis socioeconômicos determinados e se cadastrar no sistema de bolsas remanescentes antes da inscrição.
A partir de 2015, o candidato matriculado em um curso com uma bolsa Prouni poderá se inscrever a uma vaga remanescente do programa em outro curso de área semelhante dentro da própria faculdade.

### Órgãos e Agências de Fomento

#### Federal
- Bolsas CnPQ - bolsas para a realização de estudos de iniciação científica, mestrado, doutorados e pós-doutorado[10]
- Bolsas Capes - órgão responsável pela maioria das bolsas de mestrado e dourado, além das de pós-doutorado e de Professor Visitante Nacional Sênior.[11]

#### Estadual
As fundações estaduais de apoio à pesquisa também oferecem bolsas de estudo desde a iniciação científica ao pós-doutorado.

## Bolsas de Estudo em Portugal

### Portugal: bolsas de estudo para a frequência de cursos superiores
- Regulamento de Atribuição de Bolsas de Estudo a Estudantes do Ensino Superior http://www.dges.mctes.pt/DGES/pt/Estudantes/Bolsas/EnsinoSuperiorPrivado/Legislacao/
Ver também
- Agências de fomento à pesquisa
- Fundações de Portugal

## Bolsas de estudos no México

### Bolsas Governamentais
O governo mexicano oferece programas de bolsas para estudantes de baixa renda:
- Coordenação e bolsas de estudo de ensino superior- sua missão é fornecer apoio monetário para estudantes de baixa renda, que frequentam o ensino médio, a fim de ajudar a compensar as suas desvantagens e acesso a serviços de educação, permanecer nelas e alcançar melhores condições de aprendizagem.